# Tamdaona maga
Tamdaona maga är en stekelart som beskrevs av Sergey A. Belokobylskij 1992. Tamdaona maga ingår i släktet Tamdaona och familjen bracksteklar. Inga underarter finns listade i Catalogue of Life.